# タワー・ヒル

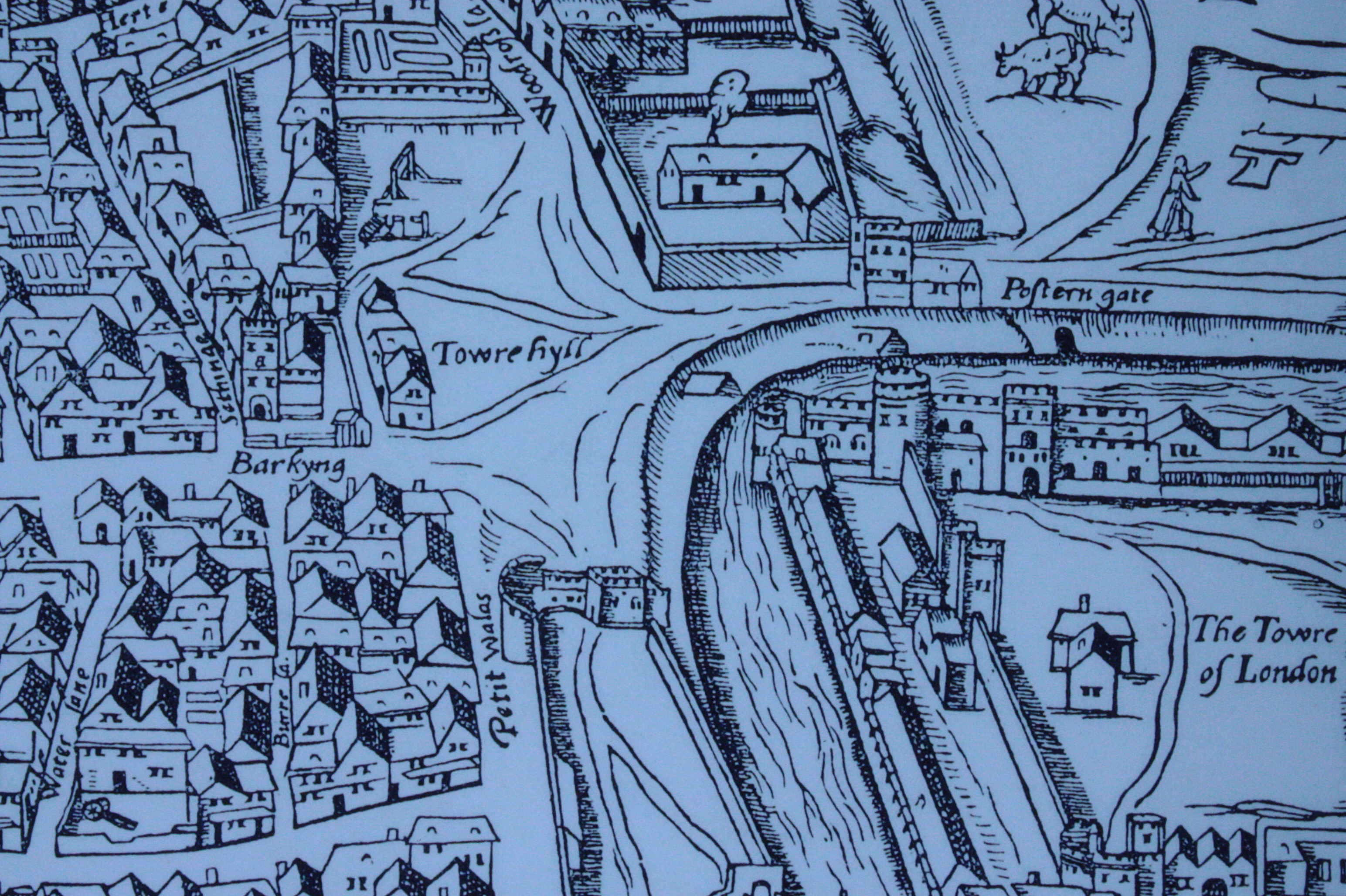
1561年頃のウッドカット・マップに見られるタワー・ヒル

タワー・ヒル（英: Tower Hill）は、ロンドン塔の北西部にある小高い丘で、シティ・オブ・ロンドンのすぐ外、タワーハムレッツ区に位置する。
以前は「グレート・タワー・ヒル」（英: Great Tower Hill）と呼ばれる外教区地区 (extra-parochial area) だった。この地区では、歴史上数多の公開処刑が行われてきたが、現在では戦争祈念施設タワー・ヒル・メモリアルが位置することで有名である。
地区にはタワー・ゲートウェイ駅やタワー・ヒル駅などがある。タワー・ヒルの名前が付いた通りは、A3211 (en) の一部で、西側にはバイワード・ストリートが続いている。また東側には、マイナリーズとの交差点を挟んで、タワー・ヒル・テラス（英: Tower Hill Terrace）が続いている。

## 歴史

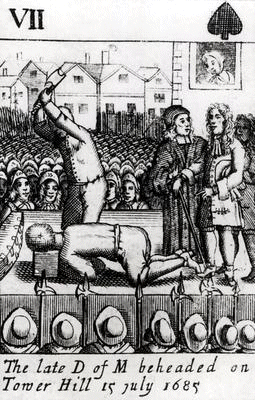
1685年にタワー・ヒルで行われた、ジェイムズ・スコットの処刑を描いたポピュラー・プリント

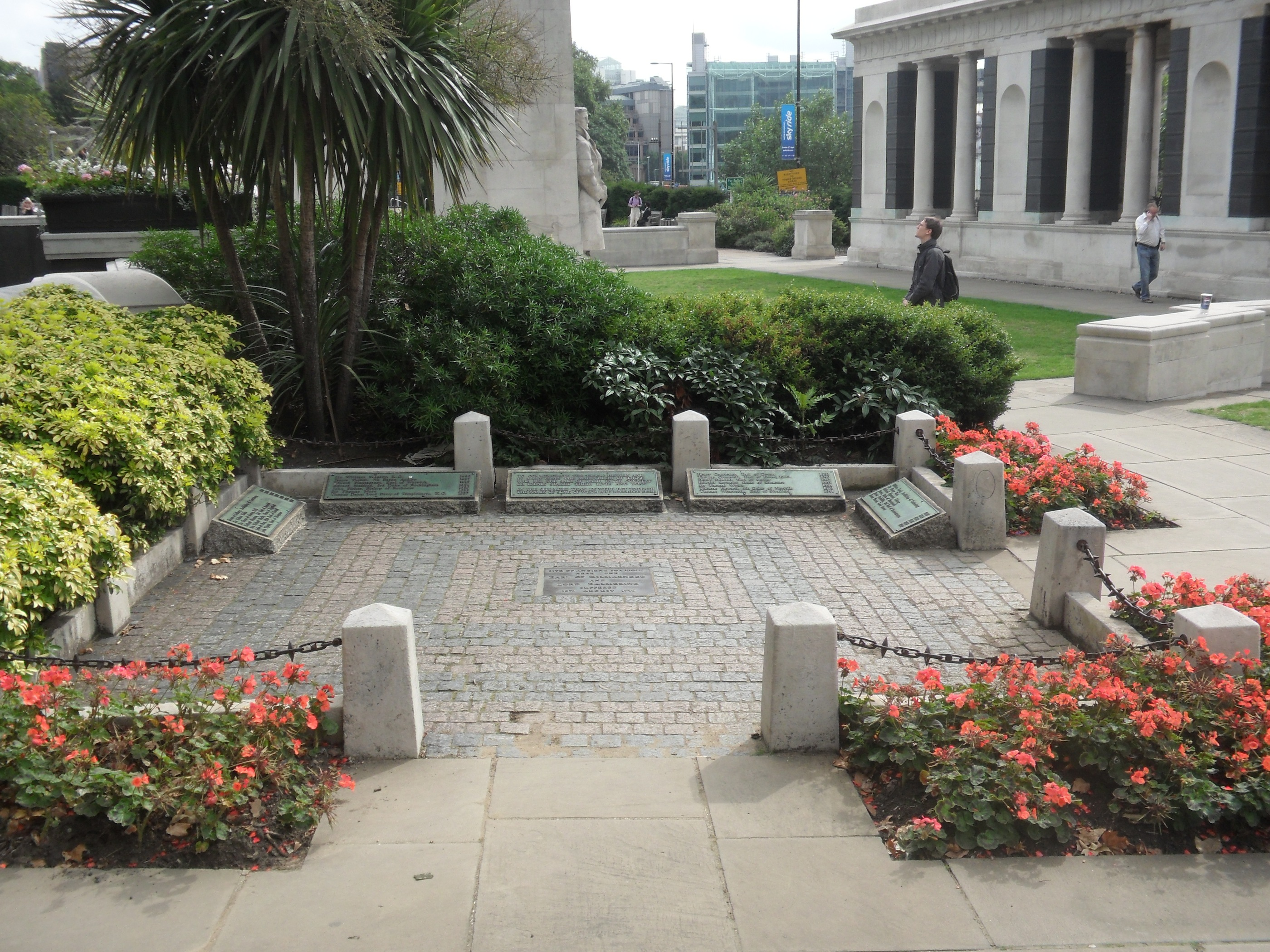
タワー・ヒルの断頭台跡地

### 設置
タワー・ヒルはロンドンの中でも最も古い地区の一つで、考古学的証拠から、青銅器時代には定住者がいたことや、その後のブリタンニア時代に、地区がブーディカの反乱により焼き払われたことが分かっている。近くに位置する教会、オール・ハロウズ・バイ・ザ・タワーは、680年まで遡ることのできる断片的なロマネスク建築で知られている。教会自体の建立は675年である。

### 地元政府
グレート・タワー・ヒルはロンドン塔特別行政区（タワー・リバティ）に含まれる外教区地区 (extra-parochial area) で、行政上はロンドン塔に直轄されていた。同時に、シティ・オブ・ロンドンやミドルセックス州の管轄からは外れていた。1855年には、地区は Metropolitan Board of Worksの管区の一部に組み込まれた。「タワー・ディストリクト」（英: The "District of Tower"）は、続いてホワイトチャペル・ディストリクトに組み込まれ、ホワイトチャペル・ディストリクト・ボード・オブ・ワークスの管轄下に置かれた。この管轄移行には曖昧な部分が残り、1869年グレート・タワー・ヒル条例（英: The Great Tower Hill Act 1869）では、タワー・ヒル地区が、グレート・タワー・ヒル内のオールド・タワー・ウィザウトを成すことの明示が求められた。タワー・リバティは1894年に廃止され、地区はカウンティ・オブ・ロンドンに編入された。

### 処刑地としての歴史
タワー・ヒルでは、反逆者や罪人の死刑が度々行われていた。処刑された人々には以下の人物が含まれる。
- 1381 – サイモン・サドベリー（英語版）、カンタベリー大主教[6]（激怒した暴徒によって斬首された）
- 1381年 – ロバート・ヘイルズ (Robert Hales) [6]
- 1388年 – サイモン・ド・バーリー（英語版）[6]
- 1388年 – ジョン・ド・ビーチャム (初代ビーチャム男爵)（英語版）（ビーチャム男爵第4期）
- 1397年 – リチャード・フィッツアラン、第11代アランデル伯爵[6]
- 1440年 – リチャード・ウィチェ[注 4]、デトフォード（英語版）教会区司祭[6]
- 1462年 – ジョン・ド・ヴィアー（英語版）、第12代オックスフォード伯爵[6]
- 1462年 – オーブリー・ド・ヴィアー、第12代オックスフォード伯ジョン・ド・ヴィアーの長男
- 1462年 – トーマス・トデナム（英語版）
- 1462年 – ウィリアム・ティレル[注 5]
- 1462年 – ジョン・モンゴメリー[注 6]
- 1470年 – ジョン・ティプトフト（英語版）、初代ウスター伯爵（英語版）[6]
- 1495年 – ウィリアム・スタンリー（英語版）[7]
- 1497年 – ジェームズ・タチェット (第7代オードリー男爵)（英語版）[7]、1497年コーンウォール反乱（英語版）の指揮官
- 1499年 – エドワード・プランタジネット、第17代ウォリック伯爵[7]
- 1502年 – ジェームズ・ティレル
- 1510年 – エドマンド・ダドリー（英語版）
- 1510年 – リチャード・エンプソン（英語版）
- 1521年 – エドワード・スタッフォード、第3代バッキンガム公爵[7]
- 1535年 – ジョン・フィッシャー、ロチェスター教区（英語版）司教[7]
- 1535年 – トマス・モア[7]、元大法官
- 1536年 – ジョージ・ブーリン、アン・ブーリンの兄
- 1537年 – トーマス・ダーシー (初代ダーシー・ド・ダーシー男爵)（英語版）[7]
- 1538年 – ヘンリー・コートネイ（英語版）、デヴォン伯爵（英語版）[8]
- 1538年 – エドワード・ネヴィル
- 1540年 – トマス・クロムウェル、初代エセックス伯爵[8]
- 1547年 – ヘンリー・ハワード (サリー伯)[8]
- 1552年 – Ralph Vane[注 7]
- 1552年 – トーマス・アランデル・オブ・ウォーダー・キャッスル（英語版）
- 1552年 – エドワード・シーモア、初代サマセット公爵[8]
- 1554年 – トマス・ワイアット[8]、「ワイアットの乱」の首謀者、同名の父は外交官・詩人
- 1554年 – ギルフォード・ダドリー
- 1572年 – トマス・ハワード、第4代ノーフォーク公爵[8]
- 1601年 – クリストファー・ブラント（英語版）
- 1615年 – ジャーヴァス・ヘルウィス（英語版）
- 1631年 – メルヴィン・タチェット（英語版）、第2代キャッスルヘイヴン伯爵（英語版）
- 1641年 – トマス・ウェントワース、初代ストラフォード伯爵[8]
- 1645年 – ウィリアム・ロード、カンタベリー大主教[12]
- 1651年 - クリストファー・ラヴ（英語版）、長老派教会
- 1662年 – ヘンリー・ベイン[12]
- 1683年 – アルジャーノン・シドニー[12]
- 1685年 – ジェイムズ・スコット (初代モンマス公爵)[12]
- 1716年 – ジェームズ・ラドクリフ、第3代ダーウェントウォーター伯爵（英語版）[12]
- 1746年 – ウィリアム・ボイド（英語版）、第4代キルマーノック伯爵（英語版）
- 1746年 – ロバート・ボイド[注 8]（スコットランドの氏族の一、ボイド氏族（英語版））
- 1747年 – サイモン・フレイザー (第11代ラヴァト卿)[12]

断頭台跡地にある処刑者名の一覧
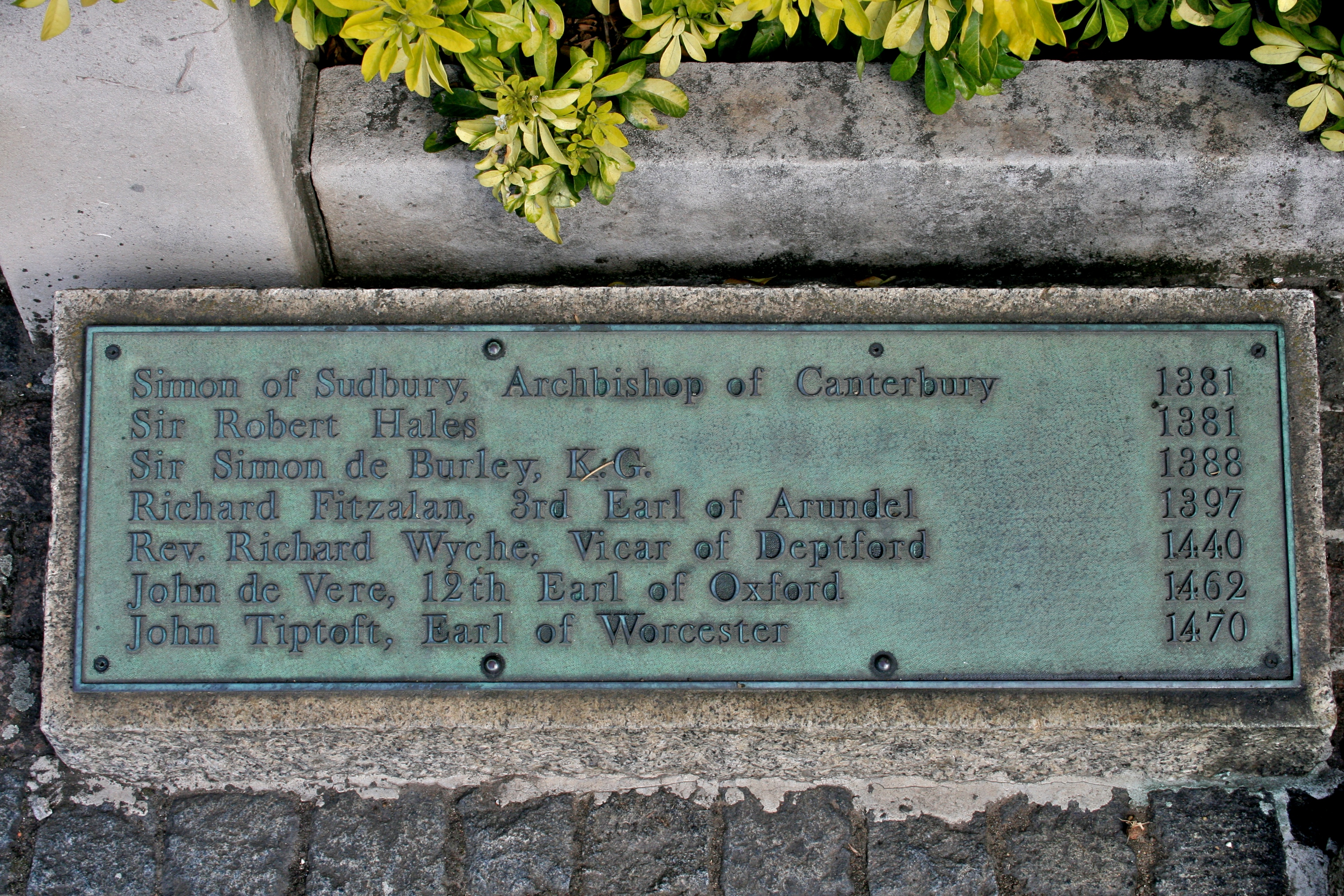
Sign at site of the scaffold (2)
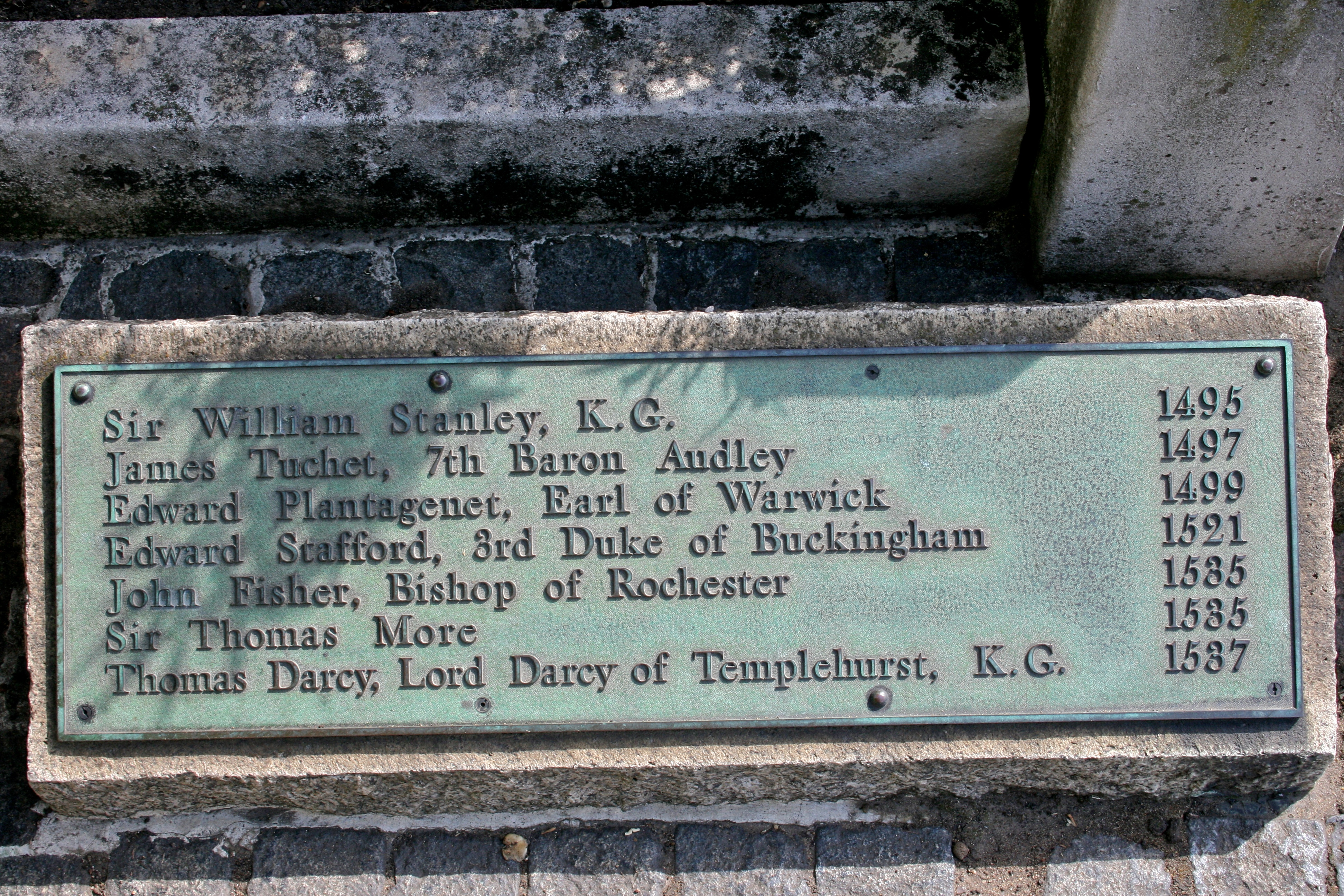
Sign at site of the scaffold (3)
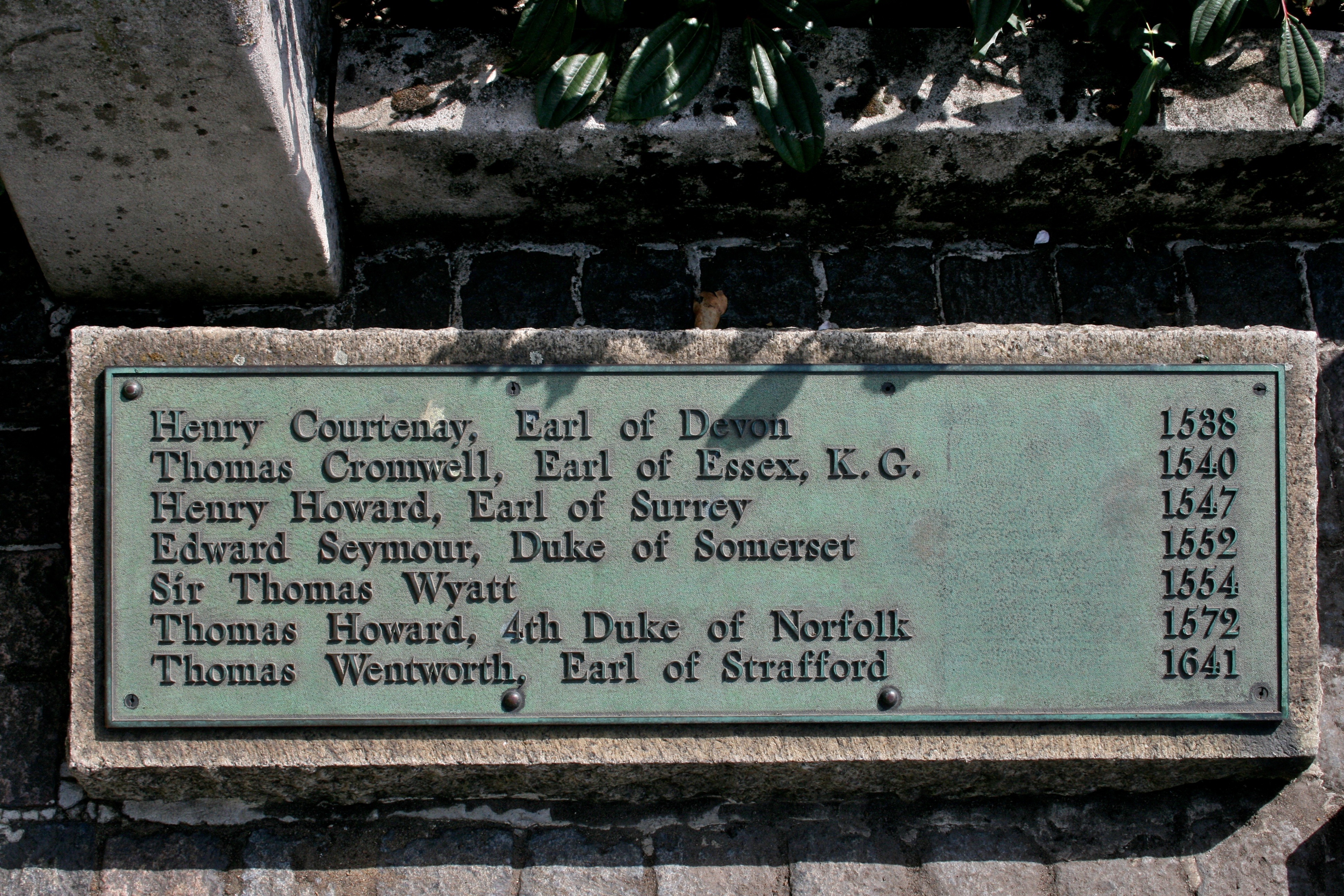
Sign at site of the scaffold (4)
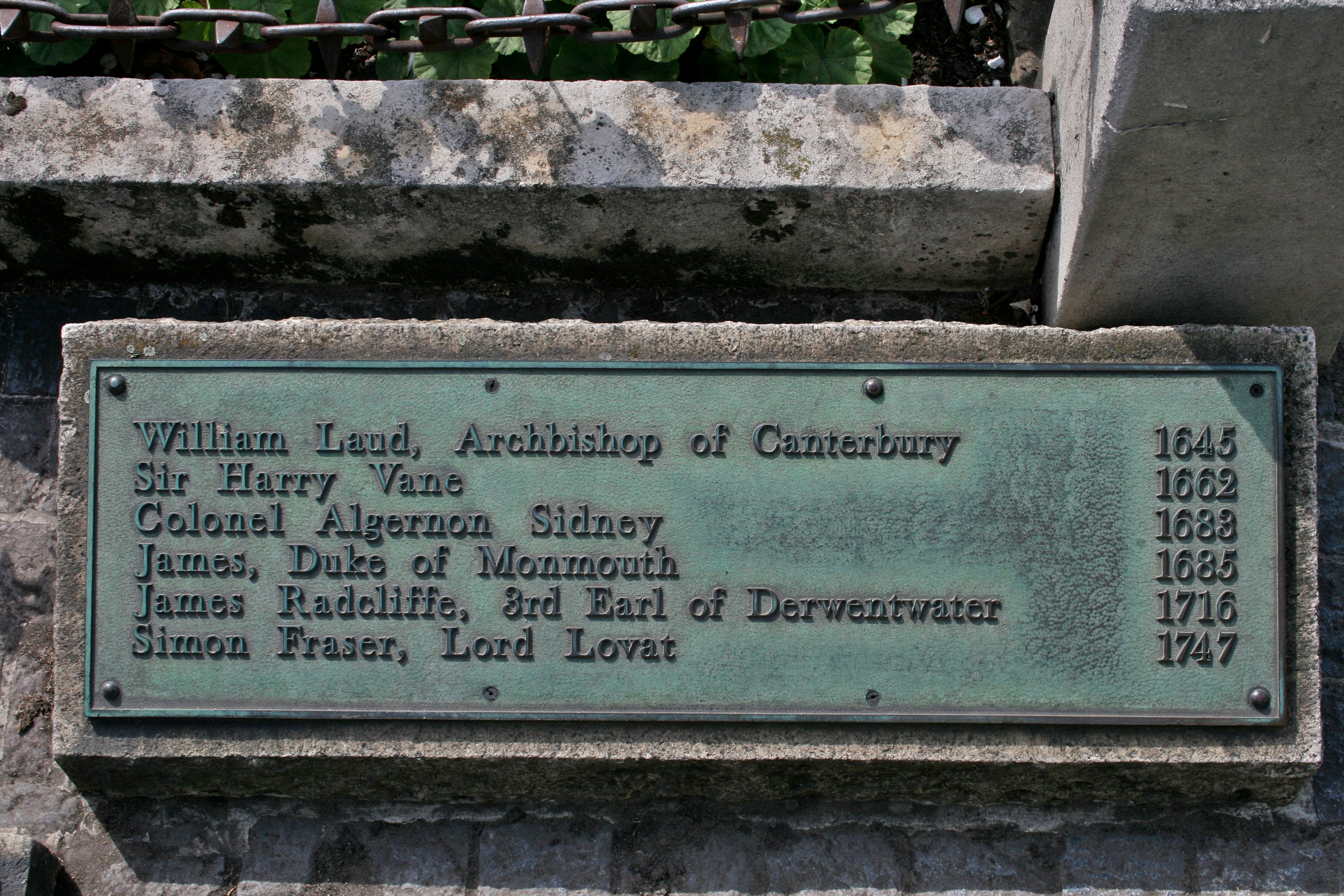
Sign at site of the scaffold (5)